# ورنمد
ورنمد، روستایی از توابع بخش بسطام شهرستان سلسله در استان لرستان ایران است.
ورنمد دارای جاذبه های تفریحی زیادیست
که از جمله آنها کلاو دزدان ، چم کاشی ، بن پله ، باسکول ، دره گرم و کینی شره را میتوان نام برد
گندم ، جو و نخود کشت غالب و دامداری معیشت اصلی مردم این روستاست
با این وجود برند ارگاناگل که یک برند جهانیست زادگاهش این روستاست
که در زمینه تولیدات ارگانیک همچون عسل و زعفران فعالیت میکند
مردم روستای ورنمد مردمی خونگرم و مهمان نواز هستند که بخش غالبی از شبانه روز را بکار و فعالیت مشغولند

## جمعیت
این روستا در دهستان هنام قرار دارد و براساس سرشماری مرکز آمار ایران در سال ۱۳۸۵، جمعیت آن ۱۲۴ نفر (۳۰خانوار) بوده‌است.